# Вепрове урочище
Ве́прове — заповідне урочище в Україні, об'єкт природно-заповідного фонду Київської області. Розташоване на території Небелицької сільської ради Макарівського району Київської області. 
Площа — 118 гектарів. Підпорядковується Небелицькому лісництву ДП «Макарівське лісове господарство» і розташоване у 42 та 43 кварталах лісництва. Заповідне урочище «Вепрове» було утворене відповідно до рішення XVI сесії 21 скликання Київської обласної ради від 10 березня 1994 року.

## Опис
Природоохоронний об'єкт розташований на схід від села Небелиця. На території заповідного урочища переважають дубово-соснові та соснові насадження. Крім того, тут зростають клен татарський, дуб, груша лісова, на окремих ділянках трапляються ялини звичайні, також збережені місця, на яких поширена липа серцелиста. З інтродукованих рослин зростає акація, також поширені тополі. 
У підліску трапляються бузина червона та чорна, зарості малини. У Вепровому урочищі представлені такі багаторічні трав'янисті рослини, як хміль, чистець лісовий, вероніка лікарська, хвощ лісовий, грушанка середня, вороняче око звичайне, наперстянка великоцвітна. Зростають папороті безщитник жіночий та щитник чоловічий. На деяких ділянках переважають розрив-трава дрібноквіткова і кропива дводомна. Інколи трапляється плаун річний — вид, занесений до Червоної книги України. 
Згідно з дослідженнями, проведених 2011 року, виявлені нори борсука, трапляються підсоколики, малі яструби, осоїди. На території урочища мешкають дикі свині.

## Галерея

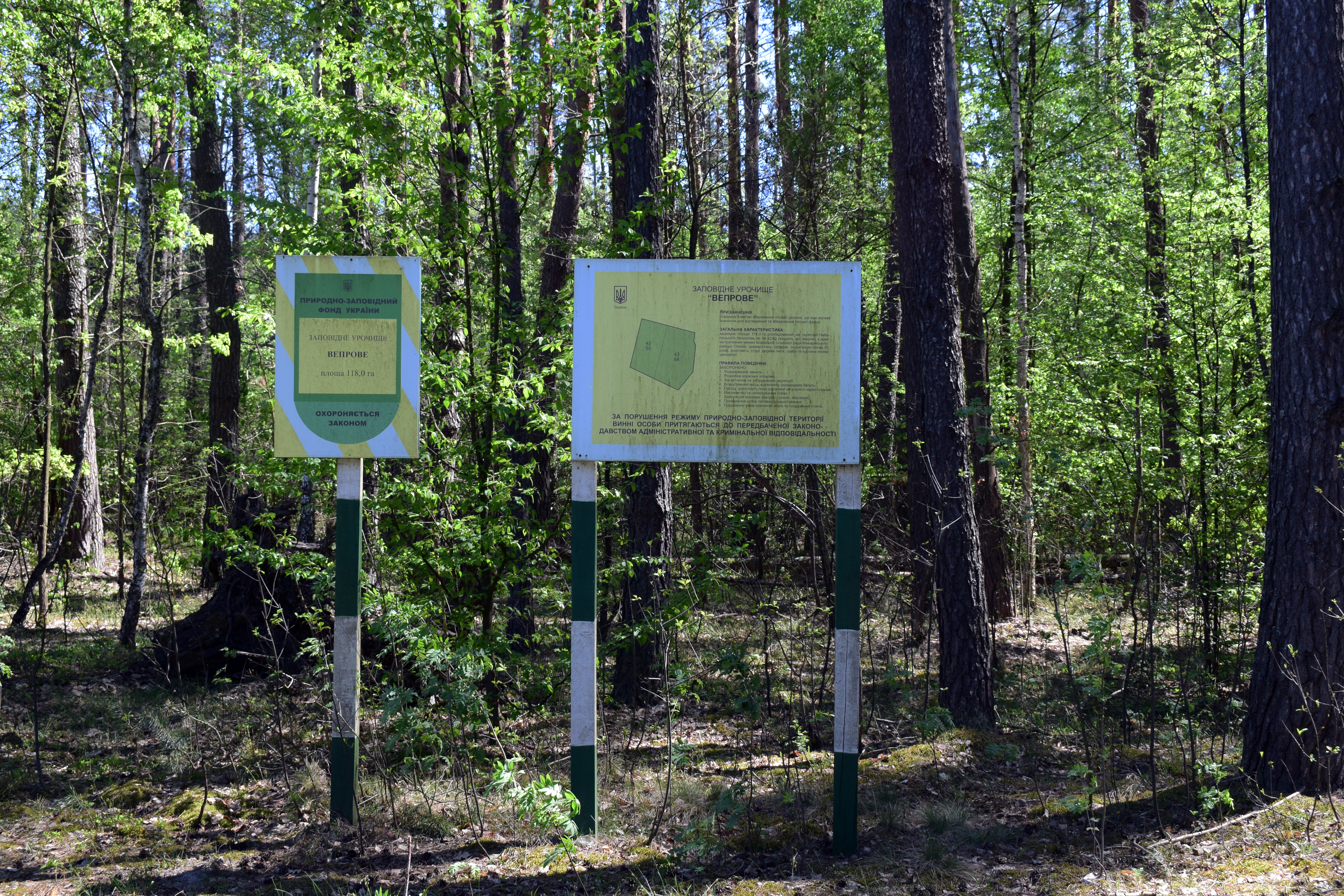
Охоронні знаки
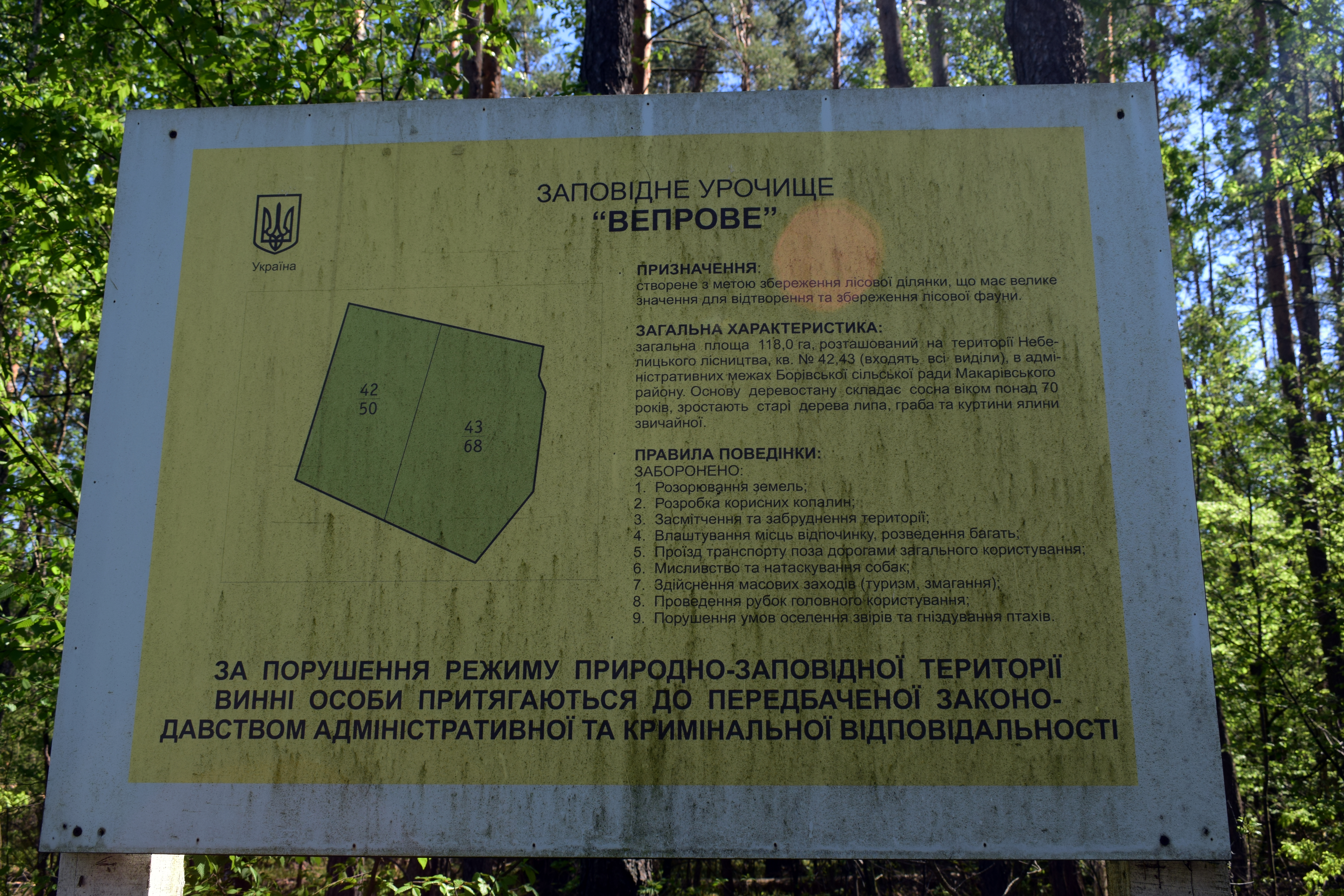
Стенд
Вид від села Небелиця
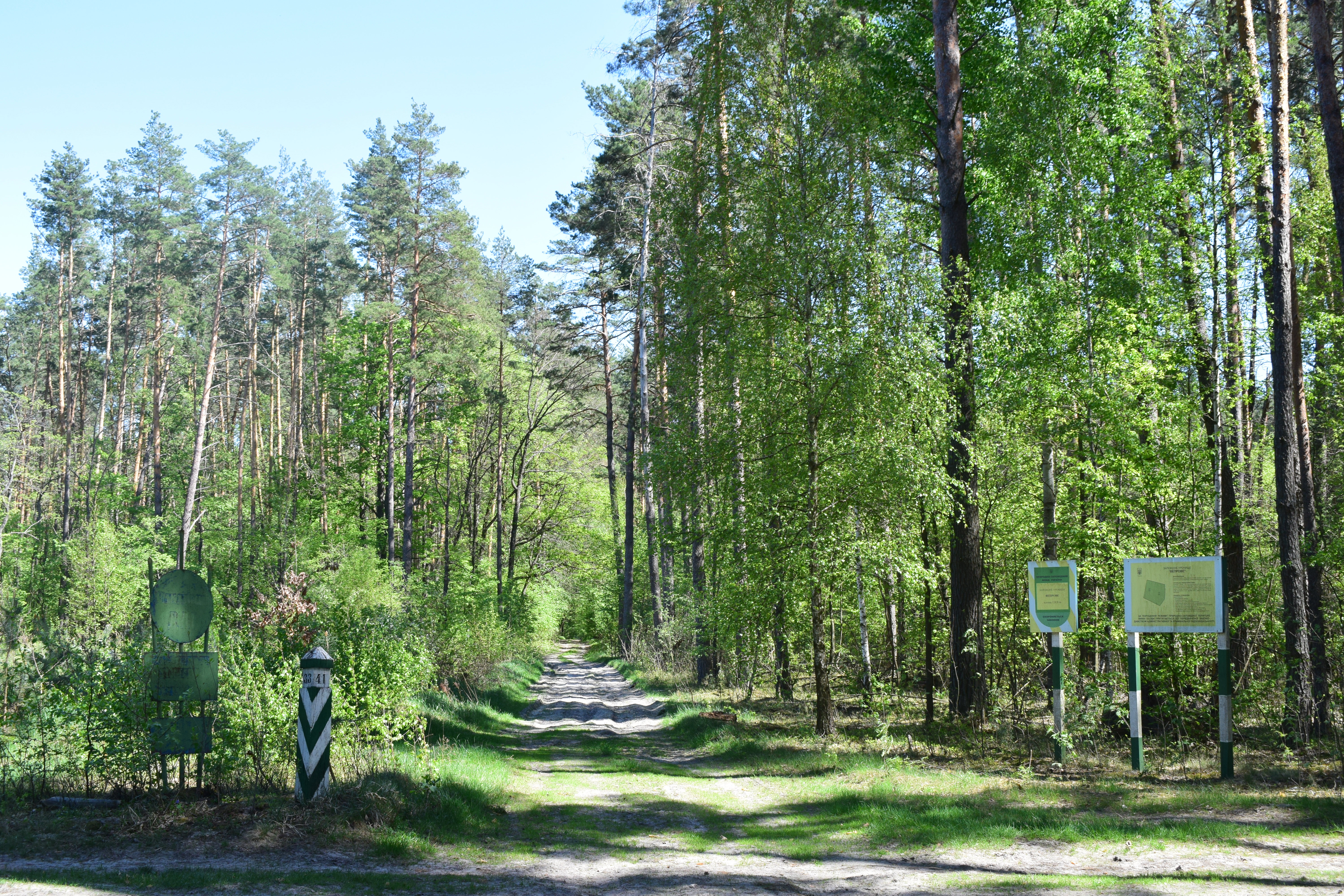
Просіка
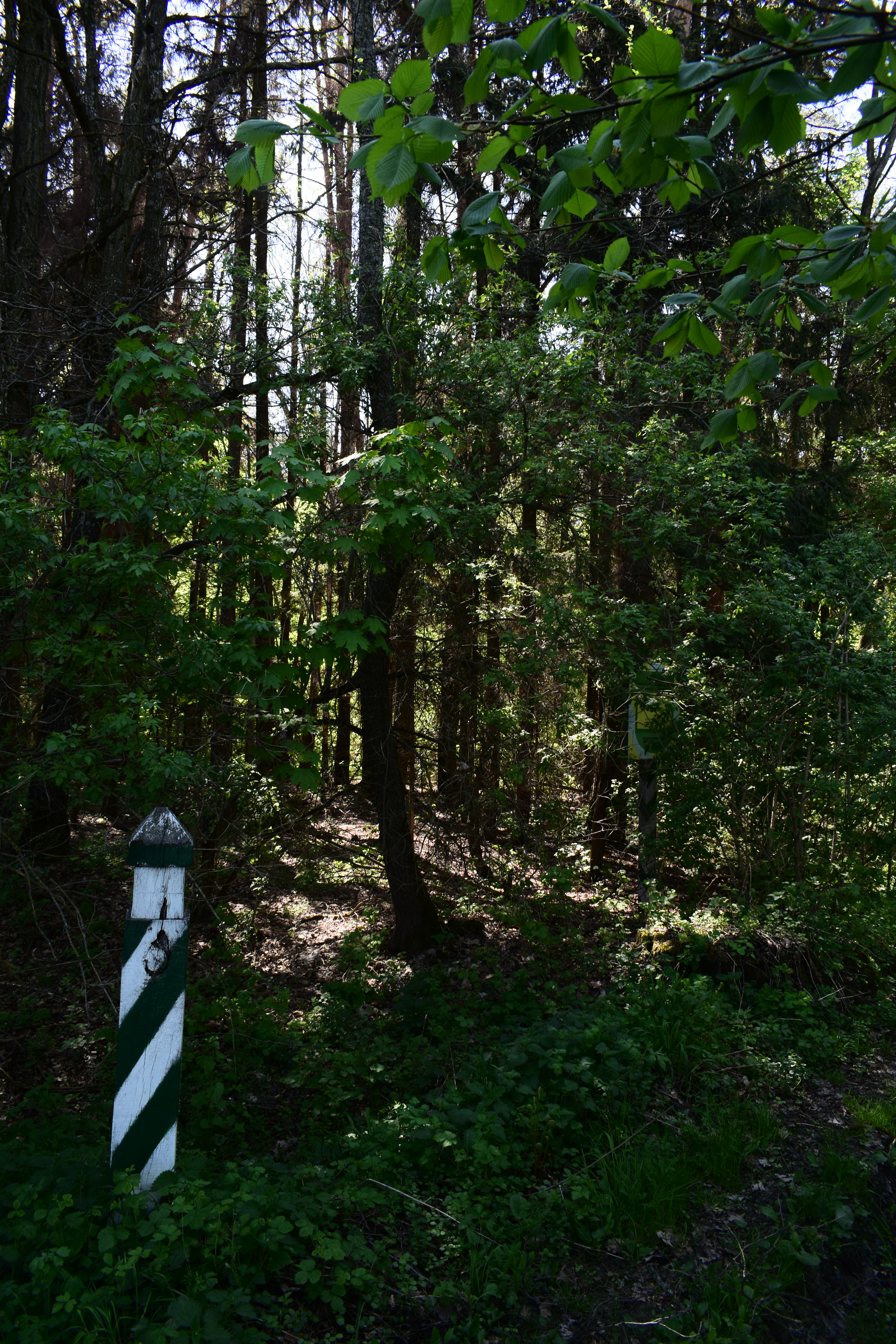
Квартальний стовпчик
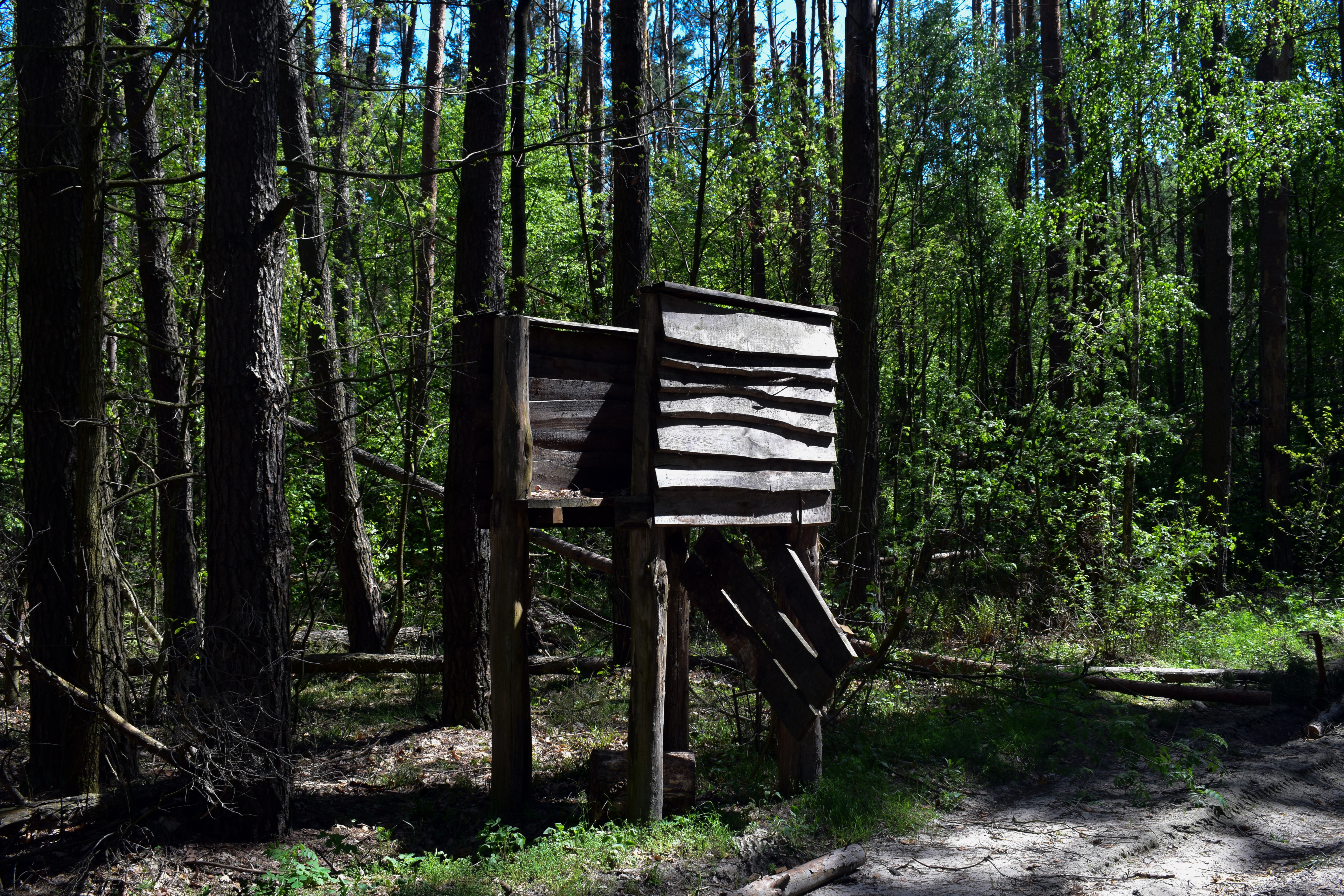
Стрілковий номер на межі урочища
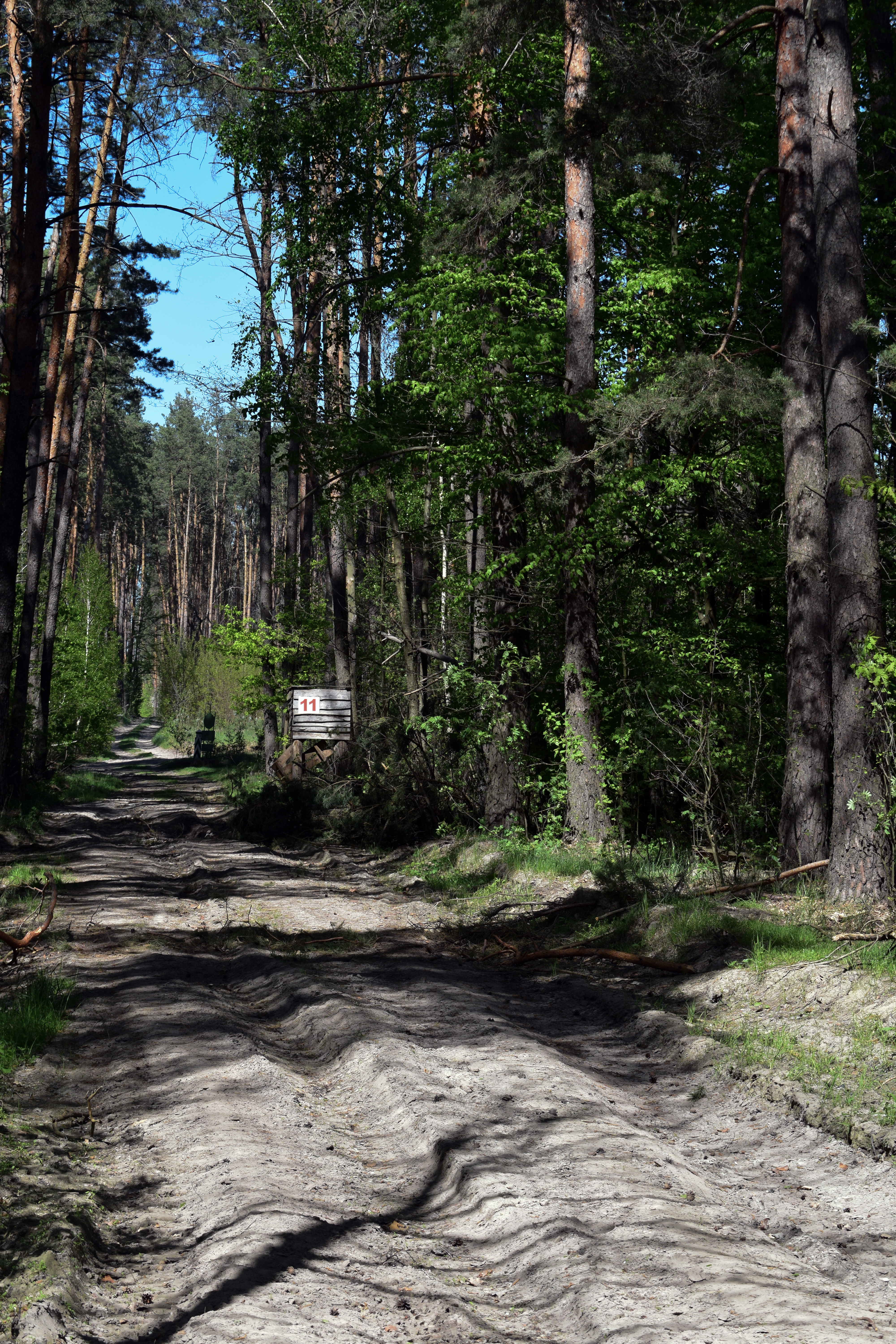
Стрілковий номер 11 на межі урочища
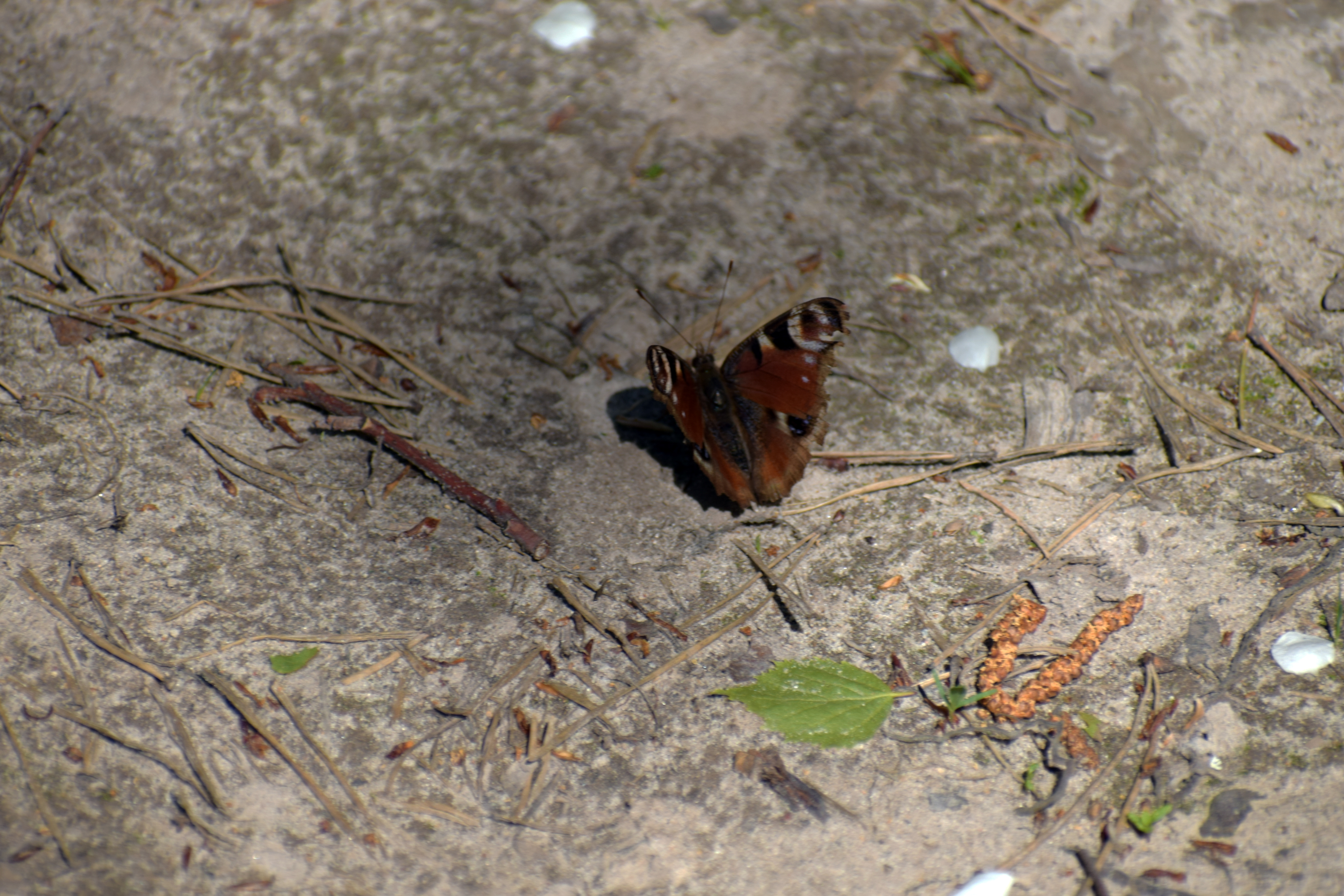
Сонцевик павиче око
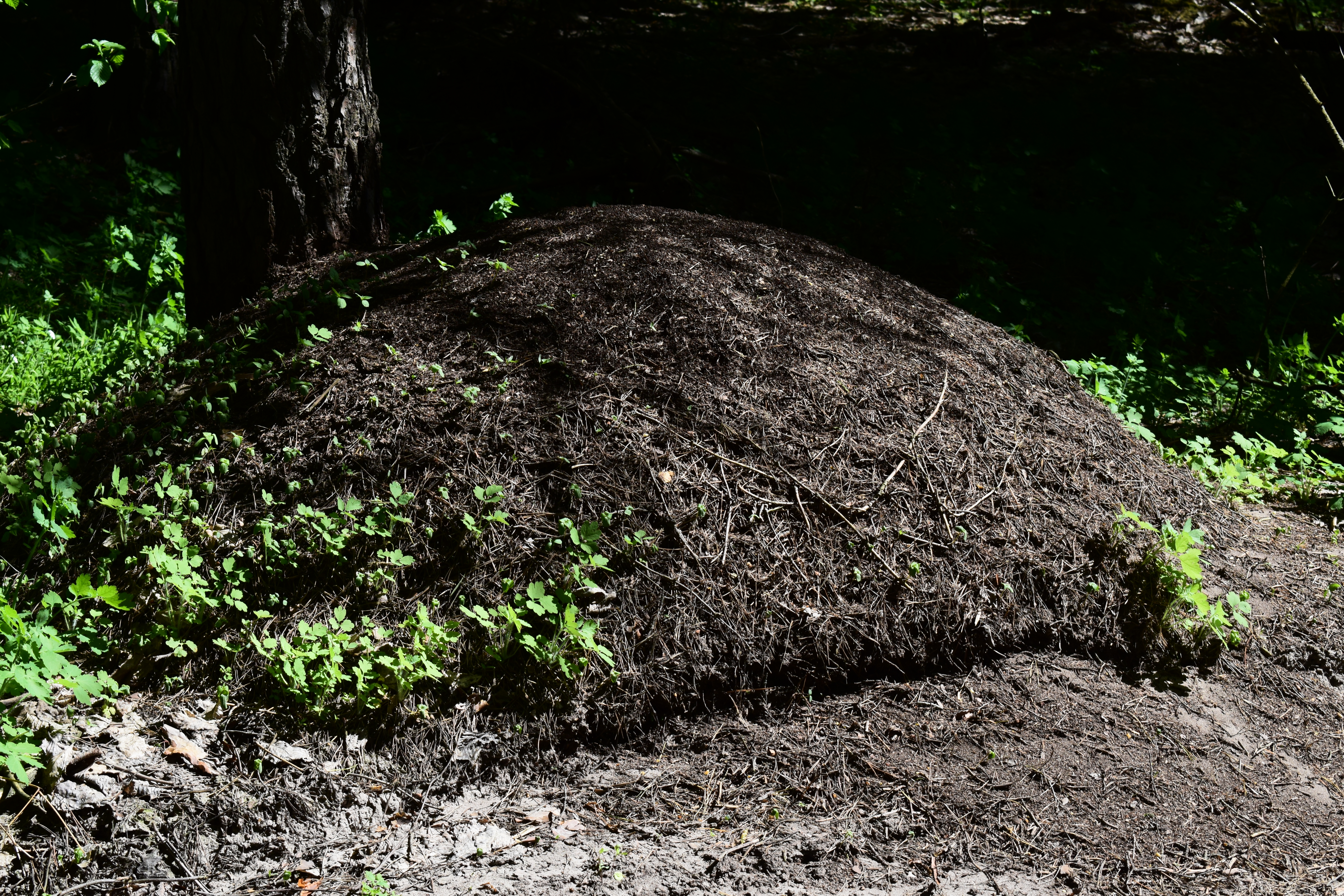
Мурашник рудих лісових мурах
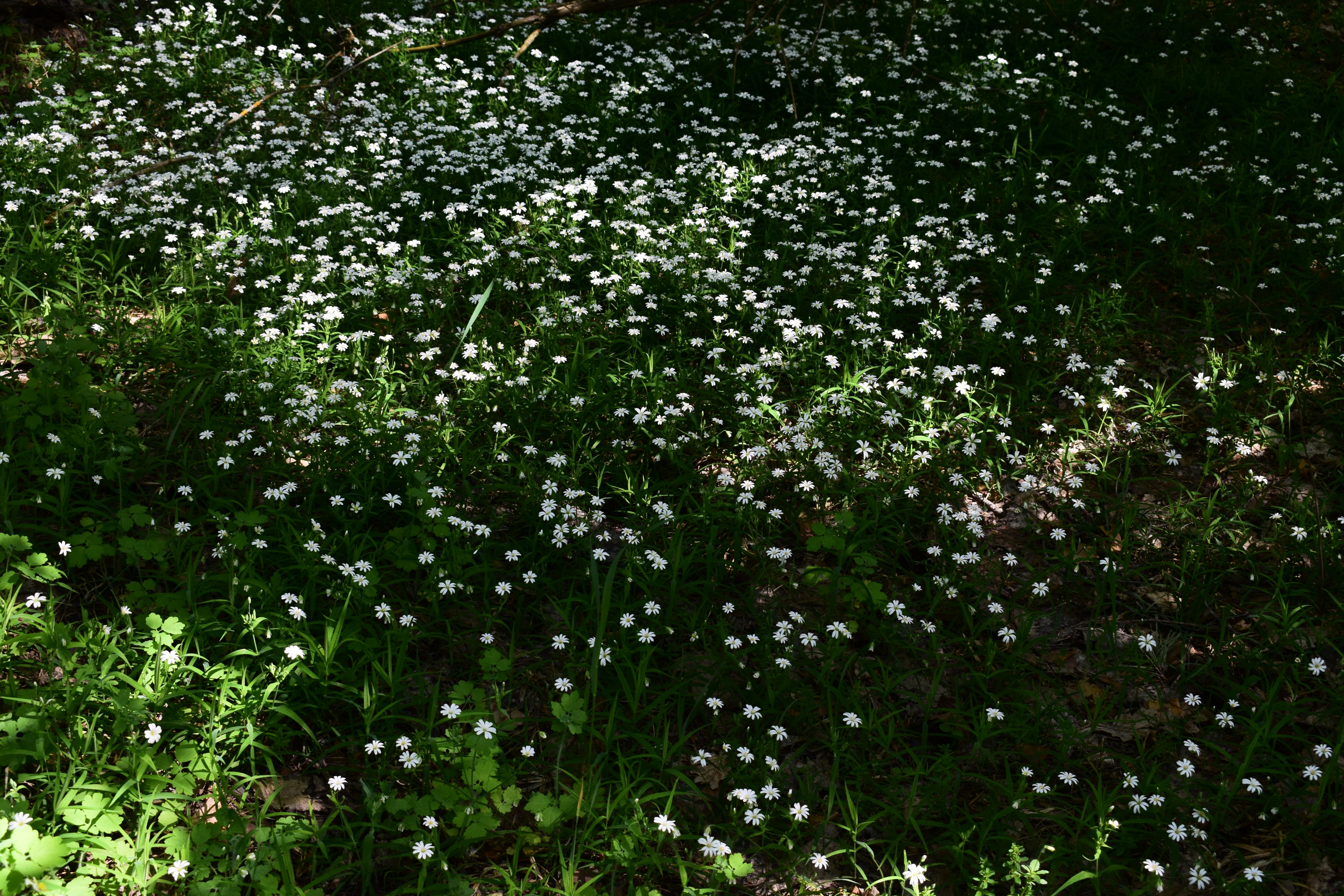
Рястка
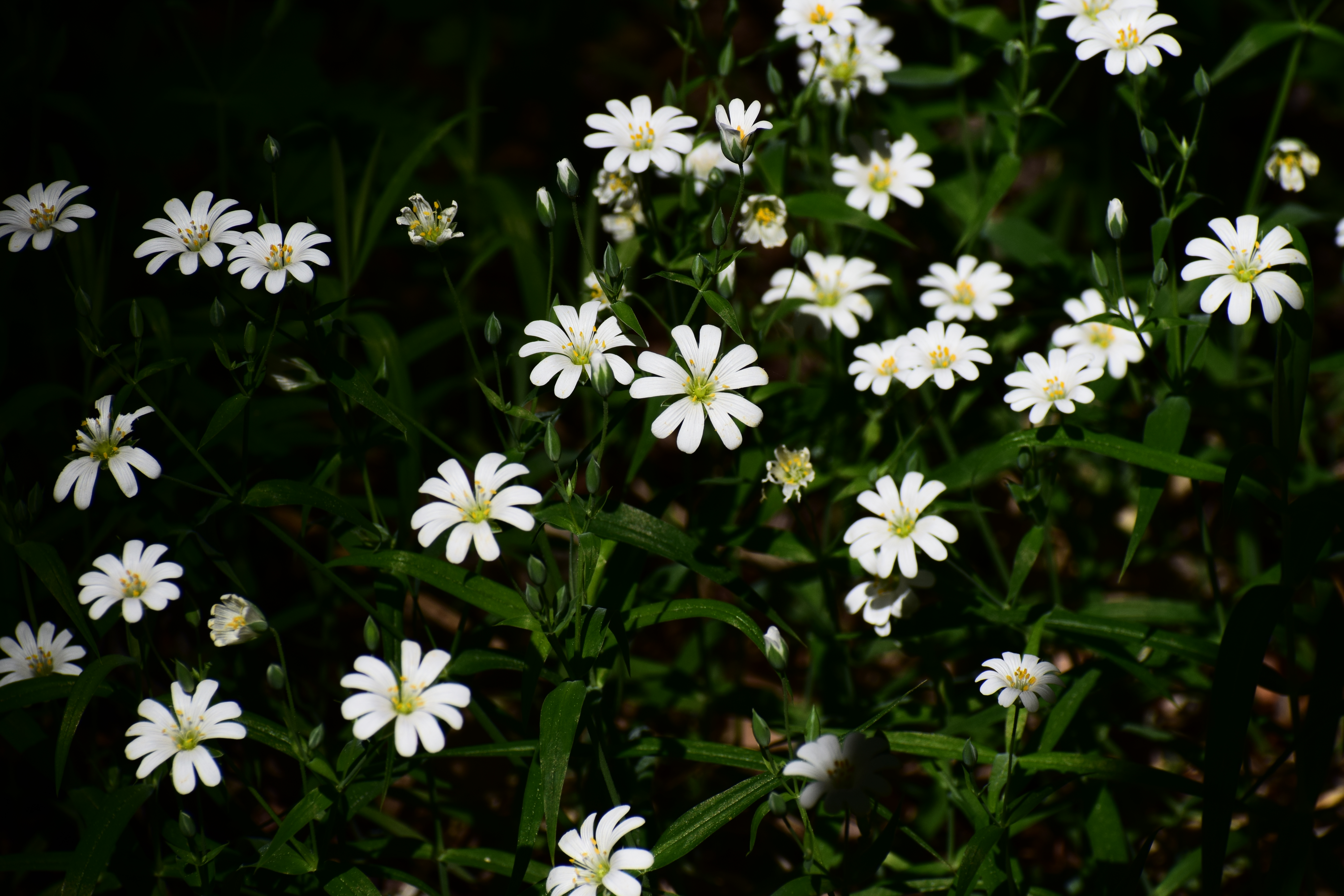
Рястка
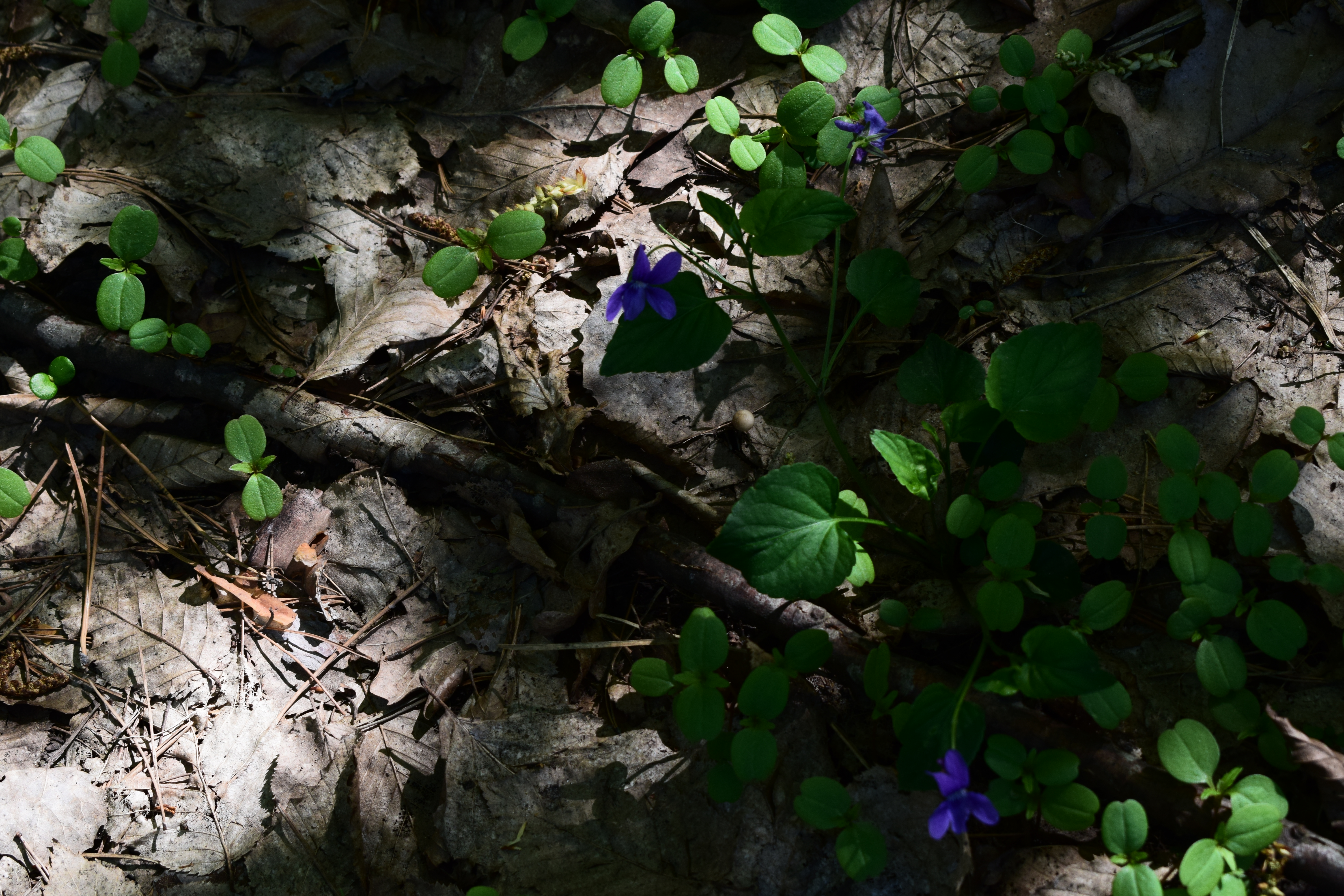
Фіалка лісова